# 荷兰天然气交易中心
荷兰天然气交易中心又稱所有权转让设施（Title Transfer Facility，TTF），是荷兰的一个天然气虚拟交易点。荷兰的一些交易者在這個交易點交易期货和实物（現貨）。荷兰天然气交易中心由Gasunie於2003年創辦，並由Gasunie的一个独立子公司Gasunie Transport Services B.V.运营。